# Goriče, Žrelec
Goriče (nemško Goritschach) je naselje v Občini Žrelec v Okraju Celovec-dežela na Koroškem v Avstriji.